# M' manc
M' manc è un singolo del disc jockey italiano Shablo e dei rapper italiani Geolier e Sfera Ebbasta, pubblicato il 12 giugno 2020.

## Descrizione
Il brano ruota attorno agli stereotipi romantici, come la mancanza della donna amata, l'idea di non innamorarsi più e dello stare lontani come soluzione per entrambe le parti.

## Tracce
1. M' manc – 3:00

## Classifiche

### Classifiche settimanali
| Classifica (2020) | Posizione massima |
| ----------------- | ----------------- |
| Italia            | 1                 |

### Classifiche di fine anno
| Classifica (2020) | Posizione |
| ----------------- | --------- |
| Italia            | 6         |